# 細尾珊瑚蛇屬
細尾珊瑚蛇屬（學名：Leptomicrurus）是蛇亞目眼鏡蛇科下的一個有毒蛇屬，又稱黑背珊瑚蛇，是珊瑚蛇的一種，目前共有4個物種已被確認。

## 物種
- 圭亞那黑背珊瑚蛇（Leptomicrurus collaris）：主要分布於南美洲。
- 安第斯黑背珊瑚蛇（Leptomicrurus narduccii）

已移至珊瑚蛇屬（Micrurus）的細尾珊瑚蛇屬（Leptomicrurus）成員。
- 卡雷尼奥珊瑚蛇（Micrurus renjifoi = Leptomicrurus renjifoi）
- 侏儒黑背珊瑚蛇（Micrurus scutiventris = Leptomicrurus scutiventris）